# SMS V 155

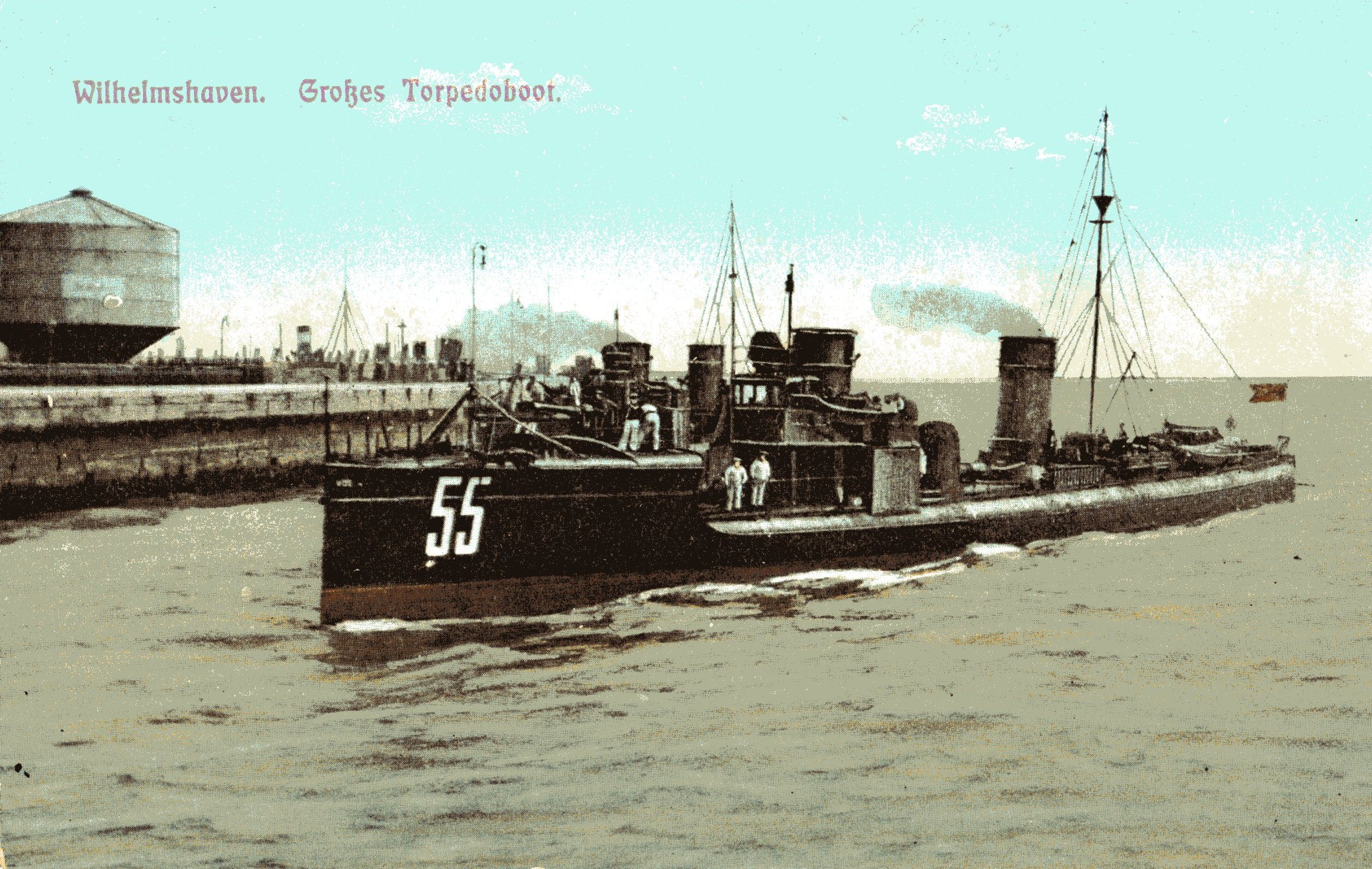
Großes Torpedoboot der Kaiserlichen Marine. Ungestempelte Feldpostkarte 1915

V 155 – niemiecki niszczyciel z okresu I wojny światowej. Szósta jednostka typu V 150. Po wojnie przeklasyfikowana na torpedowiec. W czasie II wojny światowej okręt pomocniczy. Zatopiony przez załogę 22 kwietnia 1945 roku.